# Zemplínske Jastrabie
Zemplínske Jastrabie – wieś (obec) na Słowacji położona w kraju koszyckim, w powiecie Trebišov. Pierwsze wzmianki o miejscowości pochodzą z roku 1272. 
Według danych z dnia 31 grudnia 2012, wieś zamieszkiwały 664 osoby, w tym 338 kobiet i 326 mężczyzn.
W 2001 roku rozkład populacji względem narodowości i przynależności etnicznej wyglądał następująco:
- Słowacy – 98,44%
- Czesi – 0,47%
- Rusini – 0,16%
- Węgrzy – 0,93%

Ze względu na wyznawaną religię struktura mieszkańców kształtowała się w 2001 roku następująco:
- Katolicy rzymscy – 50,54%
- Grekokatolicy – 35,3%
- Prawosławni – 1,24%
- Ateiści – 0,62%